# نجات امید
نگهداری امید یا نجات امید (به انگلیسی: Saving Hope) یک مجموعه تلویزیونی فراطبیعی درام پزشکی محصول کانادا، با هنرمندی اریکا دورنس، مایکل شنکس و دنیل گیلیز است.
این مجموعه که به کارگردانی مالکوم مک کوری و موروین بربنر ساخته شده، در بیمارستان تخیلی به نام «هوپ زیون» در تورنتو تنظیم شده است.
قسمت اول این سریال در شهر تورنتو، انتاریو فیلم برداری شده و در تاریخ ۷ ژوئن ۲۰۱۲ در شبکه CTV و NBC به نمایش درآمد. CTV این سریال را برای فصل پنجم تمدید کرده است.

## بازیگران

### اصلی
- اریکا دورنس در نقش دکتر الکس رید[۲]
- مایکل شنکس در نقش دکتر چارلز «چارلی» هریس[۳]
- دنیل گیلیز در نقش دکتر جوئل گوران[۴]
- هیوز مدهاوجی در نقش دکتر شهیر حمزه[۵]
- جولیا تیلور راس در نقش دکتر مگی لین[۶][۷]
- کریستوفر ترنر در نقش دکتر گوین مورفی[۸]
- وندی کروسون در نقش دکتر دانا کینی
- بنجامین آیرس در نقش دکتر زک میلر[۹]
- گلندا براگانزا در نقش دکتر ملاندا تولیور[۱۰]
- سالواتوره آنتونیو در نقش پرستار ویکتور ریس[۱۱]
- کی. سی کالینز در نقش دکتر تام ریِکرَفت[۱۲]
- جوزف پیِر در نقش پرستار جکسون وید[۱۳]
- میشل نولدن در نقش دکتر داون بل[۱۴]
- استیسی فاربر در نقش دکتر سیدنی کتز[۱۵]
- کیم شاو در نقش دکتر کسی ویلیامز[۱۶]

### دوره‌ای
- کنراد کوتز در نقش برایان تراورس[۱۷][۱۸]
- استیو کوماین در نقش دکتر جورج باومن
- مک فایف در نقش دکتر جیمز دی
- مکس بنت در نقش دکتر پاتریک کورتیس
- دژان لویولا در نقش دکتر دِو سِکارا
- پروین کائر در نقش دکتر آشا می‌رانی
- نیکول آندرهِی در نقش کریستین فیلدز
- پیتر مونی در نقش دکتر جرمی بیشاب
- الیسون ویلسون فوبز در نقش پرستار آلیس
- جارود جوزف در نقش دکتر امانوئل پالمر
- گرگ کالدرون در نقش دکتر بیلی اسکات
- کریستوفر جاکت در نقش جاناتان

## در ایران
این سریال، هر هفته پنجشنبه‌ها ساعت ۲۱:۳۰، از شبکهٔ ماهواره‌ای nex1 با نام امید زندگی به صورت دوبله پخش می‌شود.